# Max Malini

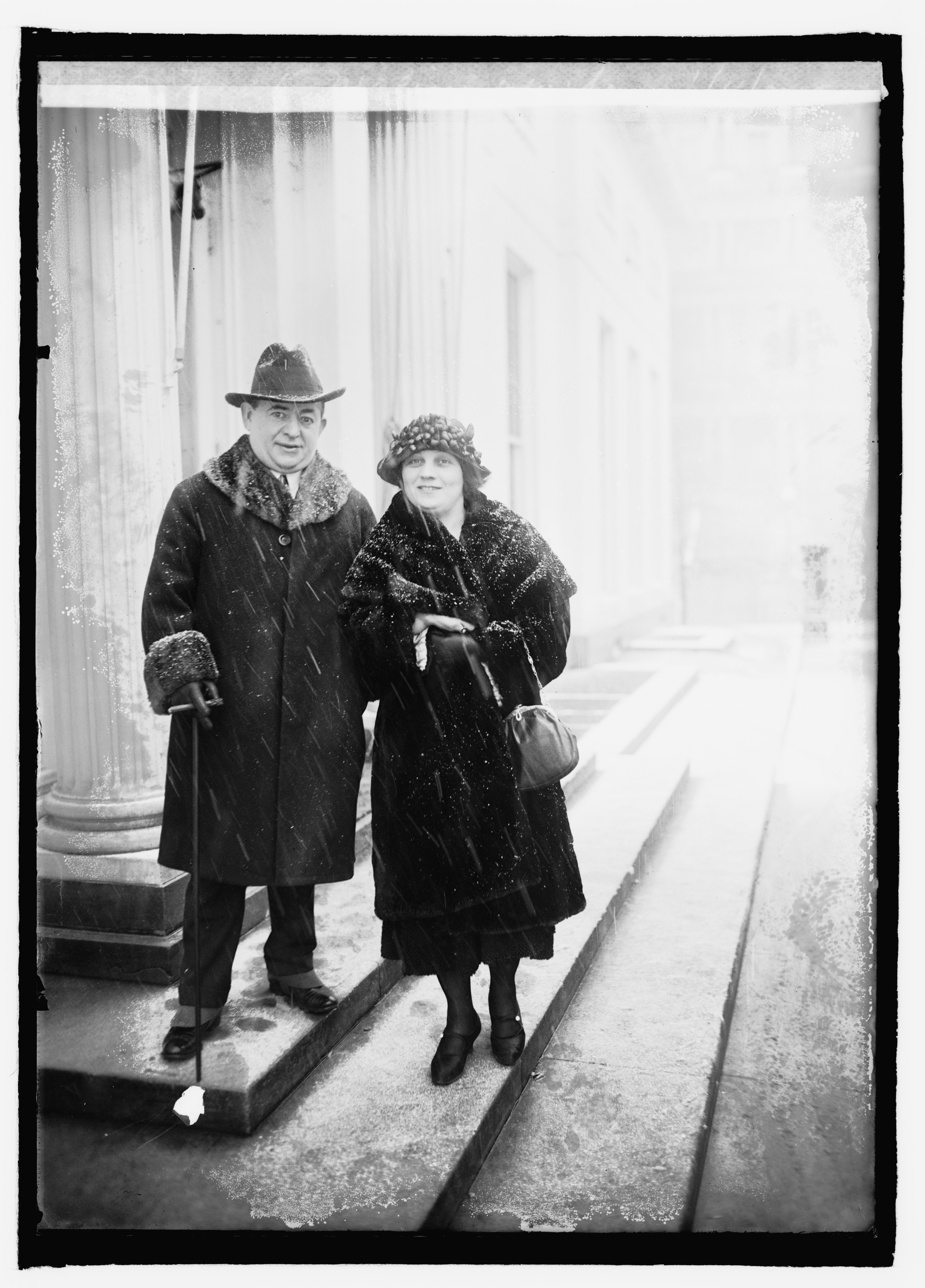
Max Malini mit seiner Frau 1922

Max K. Malini (* 14. August 1873 in Ostrów in Galizien als Max Katz Breit; † 3. Oktober 1942 in Honolulu, Hawaii) war ein US-amerikanischer Zauberkünstler.

## Leben
Als junger Mann emigrierte Malini mit seiner Familie aus Europa in die Vereinigten Staaten (New York City). Er wurde wegen seiner körperlichen Kleinheit (1,57 m) in Verbindung mit seiner Präsenz und Durchsetzungskraft Napoleon der Zauberei genannt.
Auf dem Höhepunkt seiner Karriere trat er vor mehreren  US-Präsidenten auf, erhielt Einladungen zu Sondervorstellungen in den Buckingham Palace, und es wurden ihm Geschenke von gekrönten Häuptern in Europa und Asien gemacht.